# Ali Pacha Moezzin
Ali Moezzin ou Ali Pacha fut un général de l'armée turque sous Selim II.
Il commandait la flotte des Ottomans à la bataille de Lépante, en 1571. Il y fut battu et périt dans l'action le 7 octobre 1571.
Il fut décapité par Juan d'Autriche lors de la bataille de Lépante. Sa tête fut placée au bout du mât du navire amiral espagnol, la Real, pour saper le moral des troupes ottomanes.

## Source
Cet article comprend des extraits du Dictionnaire Bouillet. Il est possible de supprimer cette indication, si le texte reflète le savoir actuel sur ce thème, si les sources sont citées, s'il satisfait aux exigences linguistiques actuelles et s'il ne contient pas de propos qui vont à l'encontre des règles de neutralité de Wikipédia.